# Judith Resniková
Judith Arlene Resniková (5. dubna 1949 Akron, Ohio, USA – 28. ledna 1986 nad Floridou) byla americká astronautka, která tragicky zemřela 28. ledna 1986 v raketoplánu Challenger nad Floridou.

## Život

### Mládí a výcvik
Vystudovala Univerzitu Carnegieho–Mellonových v Pittsburghu v roce 1970 a stala se inženýrkou elektrotechniky. Nastoupila své první zaměstnání u společnosti Radio Corporation of America v Moorestownu v New Jersey, kde pracovala na vývoji integrovaných obvodů radiolokátorů. Po dalších sedmi letech studia při zaměstnání na Univerzitě v Marylandu získala doktorát elektrotechniky. Pracovala v Laboratoři neurofyziologie Národního ústavu zdraví v Bethesdě. Nastoupila jako vývojová pracovnice k firmě Xerox Corporation v El Sequendo v Kalifornii. Do týmu kosmonautů NASA nastoupila v lednu 1978 jako astronautka specialistka do osmé skupiny kosmonautů.

### Lety do vesmíru

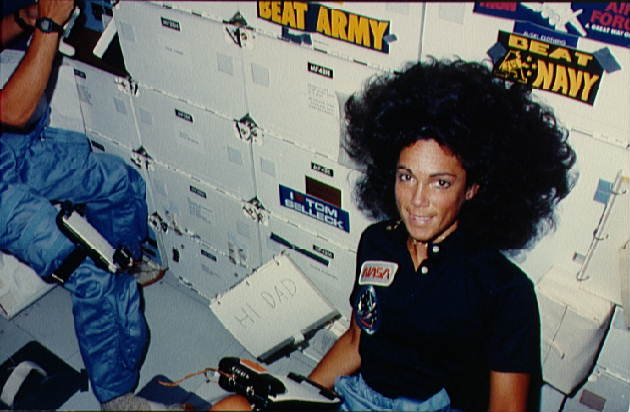
Resniková během mise STS-41-D.

Judith Resniková byla čtvrtá žena a 147. člověk ve vesmíru. Na orbitální dráhu vzlétla poprvé v raketoplánu Discovery v roce 1984. Byla to šestidenní mise STS-41-D. Start proběhl z obvyklého kosmodromu na mysu Canaveral. Osádku Discovery tvořili Henry Hartsfield (velitel), Michael Coats (druhý pilot), letoví specialisté dr. Judith Resniková, dr. Steven Hawley a Richard Mullane a konečně „první cestující“ v raketoplánu, Charles Walker, inženýr od firmy McDonnell Douglas. Vypustili družice SBS 4, Leasat 2 a Telstar 3. Návrat byl na základnu Edwards.
Podruhé dostala příležitost v tragickém letu raketoplánu Challenger. Mise označená STS-51-L skončila 73 sekund po startu z Floridy výbuchem. Celá posádka ve složení Francis Scobee, Michael Smith, Judith Resniková, Ellison Onizuka, Ronald McNair, Gregory Jarvis a Sharon McAuliffeová zahynula a je pohřbena na Arlingtonském národním hřbitově.
- STS-41-D Discovery (30. srpna 1984 – 5. září 1984)
- STS-51-L Challenger (28. ledna 1986)

Během svých dvou letů strávila ve vesmíru šest dní.